# Cosmiella
Cosmiella – rodzaj skorków z rodziny skorkowatych i podrodziny Skendylinae.
Nabrzmiała, zaokrąglona głowa tych skorków ma mniej lub bardziej wypukły brzeg tylny. Czułki zbudowane są z długich i smukłych członów. Kształt przedplecza może być od podłużnego po poprzeczny. Krótkie pokrywy (tegminy) charakteryzują się skośnie ściętymi tylnymi krawędziami oraz zaopatrzonymi w dobrze zaznaczone, podłużne, krótsze lub dłuższe i zwykle ostre kile krawędziami bocznymi. Pod pokrywami całkowicie ukryta może być druga para skrzydeł, ale może być ona również całkowicie zanikła. Odnóża są długie i smukłe. Przysadki odwłokowe przekształcone są w szczypce. U samic są one bardzo prostej budowy, prostego kształtu, o ramionach stykających się ze sobą. Szczypce samców mogą być nieuzbrojone lub zaopatrzone w jeden lub więcej ząbków: grzbietowych, nasadowych, środkowych i wierzchołkowych. Długość szczypców u samca może nawet przekraczać długość ciała.
Skorki te spotkać można we wszystkich krainach zoogeograficznych.
Rodzaj ten wprowadzony został w 1902 roku przez Karla Wilhelma Verhoeffa. W 1904 William Forsell Kirby wyznaczył Opisthocosmia rebus jego gatunkiem typowym. Należy doń 27 opisanych gatunków:
- Cosmiella adolfi (Burr, 1909)
- Cosmiella aptera Verhoeff, 1902
- Cosmiella artificiosa Steinmann, 1989
- Cosmiella bicolor (Brindle, 1973)
- Cosmiella biloba (Brindle, 1973)
- Cosmiella brasiliensis Moreira, 1930
- Cosmiella cornuta Bey-Bienko, 1959
- Cosmiella decui Steinmann, 1987
- Cosmiella dubia (de Bormans, 1894)
- Cosmiella eridana Steinmann, 1989
- Cosmiella exornata Steinmann, 1989
- Cosmiella flavicornis (Hincks, 1947)
- Cosmiella hydra Steinmann, 1989
- Cosmiella intermedia (Brindle, 1966)
- Cosmiella javana (de Bormans, 1903)
- Cosmiella laevis (Brindle, 1975)
- Cosmiella longiforceps (Brindle, 1966)
- Cosmiella madagascariensis (Brindle, 1978)
- Cosmiella minima (Brindle, 1966)
- Cosmiella neavei (Burr, 1914)
- Cosmiella nitens (Günther, 1934)
- Cosmiella pendleburyi (Borelli, 1932)
- Cosmiella pygidiata (Brindle, 1973)
- Cosmiella rebus (Burr, 1900)
- Cosmiella rugosa (Brindle, 1975)
- Cosmiella tuberuclata (Borelli, 1924)
- Cosmiella unicolor (Brindle, 1966)